# 카파네우스
카파네우스(Capaneus)는 그리스 신화에 나오는 힙노스와 아스티노메 사이에서 태어난 아들이다. 아르고스 왕 이피스의 딸 에바드네와 결혼하여 아들 스테넬로스를 낳았다. 친아버지를 죽이고 친어머니와 결혼한 사실을 알게 된 오이디푸스가 스스로 장님이 되어 테베 왕위를 버리고 떠난 뒤, 그의 아들 에테오클레스와 폴리네이케스는 1년씩 번갈아 왕이 되어 테베를 다스리기로 하였다. 그러나 먼저 왕이 된 에테오클레스는 1년이 지난 뒤에도 왕위를 내놓지 않았다. 이에 폴리네이케스는 아르고스 왕 아드라스토스를 찾아가 그의 사위가 되었다. 아드라스토스는 사위의 왕위를 되찾기 위하여 군대를 일으켰고 이 때 아드라스토스가 거느린 장군들을 '테베 공략 일곱 장군'이라고 부른다. 카파네우스도 그들 가운데 하나였다. 테베로 쳐들어간 일곱 장군은 7개의 테베 성문을 하나씩 맡아 공격하였는데, 카파네우스는 폴리폰테스가 수비하는 성문을 공격하였다.

## 같이 보기
- 그리스 신화의 등장인물 목록